# Mare de Déu de l'Assumpció de la Figuerosa
Mare de Déu de l'Assumpció de la Figuerosa és l'església parroquial de la Figuerosa, al municipi de Tàrrega (Urgell), protegida com a bé cultural d'interès local.

## Descripció
Edifici de planta basilical, un transsecte i tres naus separades per grans pilastres que suporten una volta de canó. A la part dels peus de l'església hi ha un contracor elevat i l'absis és poligonal.

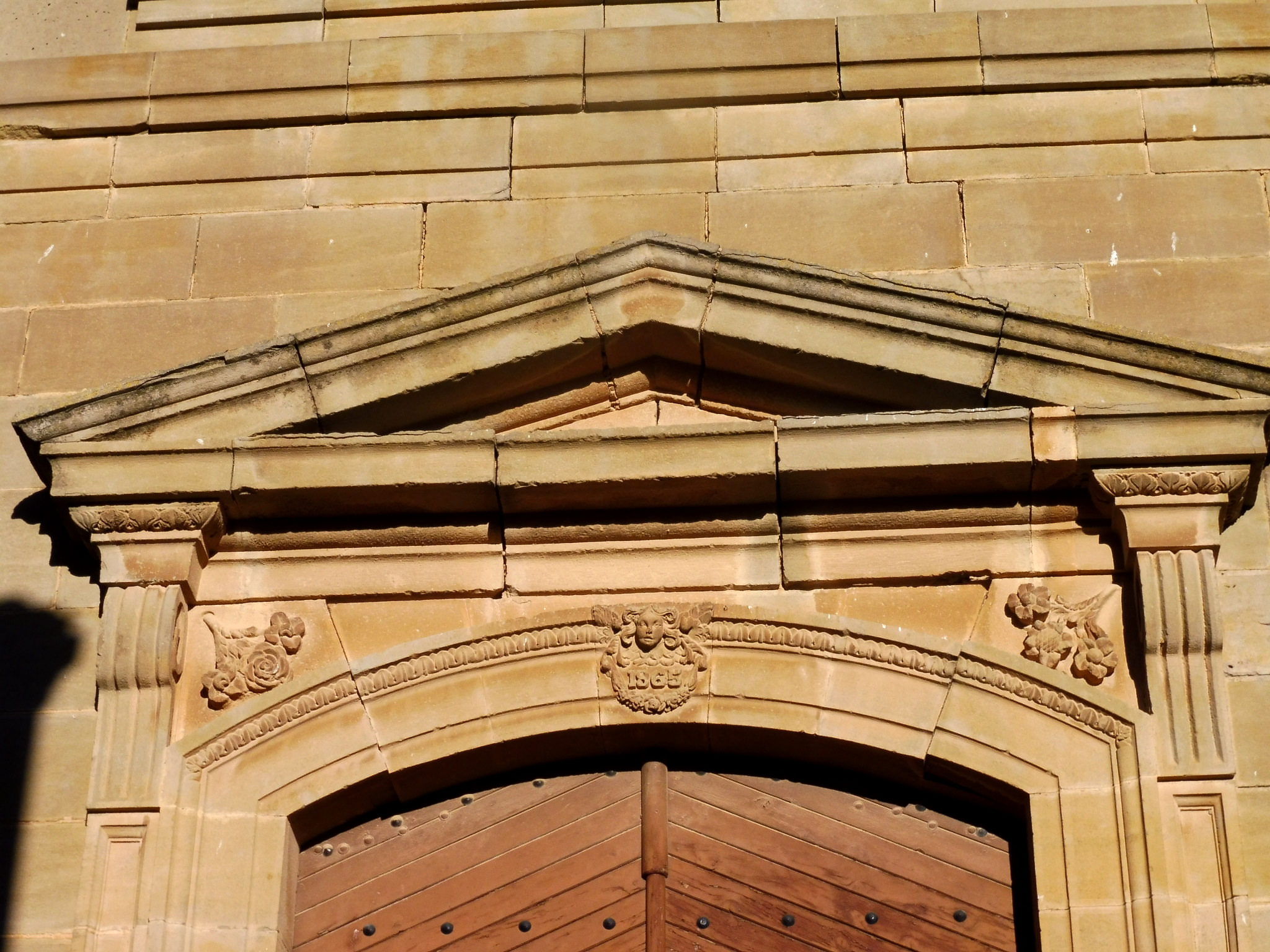
Frontó de la portada

 La façana exterior de l'església és l'element a destacar per la seva gran portalada, que es presenta amb un arc conopial sostingut per dues pilastres que alhora suporten un frontó triangular. Les pilastres tenen una decoració acanalada i uns capitells de volutes prominents. A la part central de l'arc hi ha inscrita la data de 1865, moment en què es consagra l'església. A banda i banda de la portalada es pot veure dues grans finestres rectangulars. Just a sobre s'obre un segon frontó semicircular amb un petit òcul al centre que dona lluminositat a l'interior. Un tercer frontó, triangular, corona la façana. El campanar que s'uneix a la part esquerra de l'església està format per un sol cos quadrangular amb els vèrtexs arrodonits i a cada costat una obertura albergant una campana. És coronat per una balustrada.

## Història
1872: Es consagra aquesta nova església parroquial de la Figuerosa. Anteriorment, de forma provisional, varen fer culte a l'ermita de Sant Marçal del 1864 al 1868 quan l'antiga església romànica quedà en ruïnes.